# Vlach-Quartett
Das Vlach-Quartett (tschechisch: Vlachovo kvarteto) aus Prag war ein 1950 gegründetes Streichquartett, das bis 1975 bestand. Im Jahr 1982 wurde das Neue Vlach-Quartett (Nové Vlachovo kvarteto) gegründet und nennt sich seit 1995 Vlach Quartett Prag (Vlachovo kvarteto Praha).

## Vlach-Quartett
Das erste Vlach-Quartett wurde 1950 von Josef Vlach (1923–1988) gegründet und bestand bis 1975. Es setzte sich zusammen aus Josef Vlach (1. Violine), Vaclav Snitil (2. Violine), Josef Kodousek (Viola) und Viktor Mouora (Violoncello). Das Quartett gewann 1955 den ersten Preis beim Internationalen Musikwettbewerb in Lüttich und konzertierte daraufhin international, absolvierte zahlreiche Konzertreisen und Tourneen und machte über 160 Aufnahmen, unter anderem für den Tschechoslowakischen Rundfunk.

## Vlach Quartett Prag
Das Neue Vlach-Quartett wurde 1982 von Jana Vlachová (* 1955), der Tochter von Josef Vlach gegründet. Das Quartett nennt sich seit 1995 Vlach Quartett Prag und spielte seitdem in der Besetzung Jana Vlachová (1. Violine), Karel Stadtherr (2. Violine), Petr Verner (Bratsche), Georg Haag (Bratsche) und Mikael Ericsson (Cello).  Dem Neuen Vlach-Quartett gehörte von 1985 bis 1995 auch Ondrej Kukal (Violine) an. Alle Mitglieder des Quartetts sind aktive Solisten und gehören zum Kern des Tschechischen Kammerorchesters (Czech Chamber Orchestra).
Das Vlach-Quartett tritt auch gemeinsam mit anderen Künstlern auf, z. B. mit dem Gitarristen Maximilian Mangold oder den Klarinettisten Dieter Klöcker und Elisabeth Seitenberger.
Bis zum 100. Todestag des Komponisten Antonín Dvořák im Jahr 2004 nahm das Quartett dessen komplettes Kammermusikwerk auf. Für Aufsehen sorgten Aufführungen, bei denen das Vlach-Quartett jüdische Klarinettenmusik, die Esquisses Hébraiques begleitete.

### Preise und Auszeichnungen
- 1985: Erster Preis beim Internationalen Streichquartett-Wettbewerb in Portsmouth (England)
- 1988: Stipendium der Hindemith-Stiftung
- 1991: Preis des Tschechischen Kammermusikverbands
- 1992: Preis des Tschechischen Musikfonds für die CD mit Aufnahmen von Smetana und Janáček
- 2000: Preis der Deutschen Schallplattenkritik für die Aufnahme der Esquisses Hébraïques mit dem Klarinettisten Dieter Klöcker